# انسان شوروی
انسان شوروی (انگلیسی: Homo Sovieticus) یک اصطلاح تحقیرآمیز است که برای توصیف یک فرد معمولی و مطیع در اتحاد جماهیر شوروی و سایر کشورهای بلوک شرق استفاده می‌شد. این اصطلاح که توسط نویسنده شوروی، الکساندر زینوویف رایج شد، بار منفی به خود گرفت و نمایانگر نتیجهٔ درک شده از سیاست‌های شوروی بود.
ویژگی‌های «انسان شوروی» شامل بی‌تفاوتی نسبت به نتایج کار و شغل، عدم ابتکار عمل، بی‌تفاوتی نسبت به مالکیت مشترک، شوونیسم، اطاعت از دولت و تمایل به مصرف زیاد مشروبات الکلی بود. این اصطلاح نشان‌دهندهٔ فاصله گرفتن از مفهوم ایده‌آل «انسان جدید شوروی» بود که توسط سیستم شوروی ترویج می‌شد.
مورخان و جامعه‌شناسانی مانند میشل هلر و یوری لِوادا، «انسان شوروی» را با ویژگی‌هایی مانند بی‌تفاوتی، دزدی، عدم ابتکار عمل و تسلیم در برابر اقتدار تعریف کردند. این مفهوم بحث‌هایی را در مورد مبنای تجربی آن و ادامه وجود آن در روسیه پس از شوروی برانگیخت، و نظرات در مورد اینکه آیا این یک توصیف معتبر یا یک ساختار ایدئولوژیک مغرضانه است، متفاوت بود.
برخی استدلال می‌کردند که ناامیدی روشنفکران از پروژه شوروی پیامدهای منفی داشته است و به نخبه‌گرایی و موضع ضد پوپولیستی دامن زده است. اکونومیست اشاره کرد که پساکمونیسم و امید به ارزش‌های غربی در روسیه، میزان آسیب اقتصادی و اخلاقی را پس از دهه‌ها حکومت شوروی دست کم گرفته است.

## ویژگی‌ها
طرفداران نظام شوروی در ابتدا معتقد بودند که این نظام می‌تواند نوع جدید و بهتری از انسان را به وجود آورد که "انسان جدید شوروی" نامیده می‌شد. اما در مقابل، مخالفان این نظام، اصطلاح "Homo Sovieticus" (انسان شوروی) را برای توصیف نتیجه واقعی سیاست‌های شوروی به کار بردند. این اصطلاح بار منفی داشت و به فردی اشاره می‌کرد که کاملاً برعکس "انسان جدید شوروی" بود و ویژگی‌های زیر را داشت:
- بی‌تفاوتی نسبت به نتیجه کار: این افراد به کیفیت و نتیجه کار خود اهمیتی نمی‌دادند و صرفاً برای دریافت حقوق کار می‌کردند. این بی‌تفاوتی در ضرب‌المثل «آنها وانمود می‌کنند که به ما حقوق می‌دهند و ما وانمود می‌کنیم که کار می‌کنیم» متبلور شده است.
- عدم ابتکار عمل و مسئولیت‌پذیری: این افراد از پذیرفتن مسئولیت و ابتکار عمل اجتناب می‌کردند و انتظار داشتند دولت همه چیز را برای آنها فراهم کند. آنها نمی‌خواستند یا نمی‌توانستند سرنوشت خود را به دست بگیرند.
- بی‌تفاوتی نسبت به اموال عمومی و دزدی‌های کوچک: این افراد به اموال عمومی بی‌تفاوت بودند و برای استفاده شخصی یا سود، از محل کار دزدی‌های کوچک می‌کردند.
- شوونیسم (برتری‌طلبی): محدودیت‌های سفر به خارج از کشور و سانسور شدید اطلاعات در شوروی، باعث شده بود که مردم این کشور از فرهنگ و ارزش‌های غربی دور بمانند. در نتیجه، فرهنگ عامه غربی برای آنها جذابیت بیشتری پیدا کرده بود، زیرا ممنوع بود.
- اطاعت و پذیرش منفعلانه از دولت: این افراد به هر آنچه که دولت تحمیل می‌کرد، بدون چون و چرا، اطاعت می‌کردند یا به صورت منفعلانه آن را می‌پذیرفتند.
- تمایل به مصرف زیاد مشروبات الکلی: به گفته سفیر سابق آمریکا در قزاقستان، یکی از ویژگی‌های «انسان شوروی» تمایل به مصرف زیاد مشروبات الکلی بود.

اصطلاح «انسان شوروی» نشان‌دهندهٔ سرخوردگی و ناامیدی از آرمان‌های اولیه انقلاب شوروی بود. این اصطلاح به فردی اشاره می‌کرد که به جای تبدیل شدن به یک شهروند آگاه و فعال، به یک فرد مطیع و بی‌تفاوت تبدیل شده بود که تنها به دنبال منافع شخصی خود بود.
به گفته لشک کولاکوفسکی، کتاب «تاریخ کوتاه حزب کمونیست اتحاد شوروی (بلشویک)» نقش مهمی در شکل‌گیری ویژگی‌های اجتماعی و ذهنی کلیدی «انسان شوروی» به عنوان «کتابی از حافظه نادرست و تفکر دوگانه» داشته است. در طول سال‌ها، مردم شوروی مجبور بودند نسخه‌های دائماً در حال تغییر این کتاب را که هر کدام حاوی روایتی کمی متفاوت از رویدادهای گذشته بود، به‌طور مداوم تکرار و بپذیرند. این امر ناگزیر به شکل‌گیری «انسان جدید شوروی» منجر شد: فردی با روان پریش ایدئولوژیک، دروغگوی صادق، و همیشه آماده برای خود تخریبی روانی داوطلبانه و مداوم.
«انسان شوروی» با تمایل خود به پیروی از اقتدار دولت در ارزیابی واقعیت، اتخاذ نگرش بی‌اعتمادی و اضطراب نسبت به هر چیز خارجی و ناشناخته، و متقاعد شدن به ناتوانی خود در تأثیرگذاری بر واقعیت اطرافش مشخص می‌شود. از اینجا، تنها یک قدم تا فقدان هرگونه احساس مسئولیت در قبال آن واقعیت باقی می‌ماند. پرخاشگری سرکوب شده او، که از نارضایتی مزمن او از زندگی، احساس شدید بی‌عدالتی و ناتوانی او در تحقق خود و حسادت زیادش ناشی می‌شود، همگی به شکل شیفتگی به زور و خشونت و همچنین گرایش به «شناسایی منفی» - در مخالفت با «دشمن» یا «خارجی» - فوران می‌کنند. چنین شخصیتی با رویکرد قبیله‌ای به معیارهای اخلاق و قانون سازگار است (کارهایی که «مردم ما» حق انجام آن را دارند در «خارجی» محکوم می‌شود).
— «روسیه وابسته به درگیری. عوامل تعیین‌کننده داخلی سیاست ضد غربی کرملین»، ماریا دومانسکا

## دیدگاه‌ها
مورخ میشل هلر ادعا کرد که اصطلاح «انسان شوروی» در مقدمه کتابی در سال ۱۹۷۴ با عنوان «مردم شوروی» برای توصیف مرحله بعدی تکامل انسان‌ها ابداع شد. در این مرحله، اتحاد جماهیر شوروی به «پادشاهی آزادی» و زادگاه «نوع جدید و برتر انسان خردمند - انسان شوروی» تبدیل می‌شود. او انسان شوروی را مجموعه‌ای از ویژگی‌ها و صفات شخصیتی می‌دانست که به نسبت‌های مختلف در همه مردم شوروی وجود داشت. به گفته گلر، سیستم شوروی با انجام «آموزش اجتماعی»، باعث توسعه، رشد و تسلط این ویژگی‌ها می‌شد.
گلر ویژگی‌های «انسان شوروی» را بر اساس توصیف رسمی ایدئولوژی شوروی، اینگونه فهرست کرد:
- اهمیت بسیار زیاد کار
- وفاداری بی حدو حصر به میهن
- عضویت در جمع
- علاقه مداوم به زندگی همسایگان، از نزدیکان گرفته تا همسایگان در سراسر جهان
- مراقبت کامل دولت از این فرد

گلر معتقد بود که اگر شعارهای تبلیغاتی را کنار بگذاریم، این ویژگی‌ها کاملاً با توصیف زینوویف از "انسان شوروی" مطابقت دارد. او این توصیف را از کتاب "Homo Sovieticus" نقل می‌کند:
انسان شوروی عادت دارد در شرایط نسبتاً بد زندگی کند، آماده رویارویی با مشکلات است، دائماً انتظار بدترین‌ها را دارد؛ اعمال مقامات را تأیید می‌کند؛ به دنبال جلوگیری از کسانی است که اشکال عادی رفتار را نقض می‌کنند، به‌طور کامل از رهبری حمایت می‌کند؛ دارای یک آگاهی ایدئولوژیک استاندارد است؛ احساس مسئولیت در قبال کشورش دارد؛ آماده فداکاری است و آماده است دیگران را برای فداکاری محکوم کند.
به گفته فرانک الیس، استاد زبان اسلاوی، حملات مداوم به عقل، منطق و اصول اخلاقی، باعث تحریف و فلج شدن شخصیت و هوش افراد می‌شود و مرز بین حقیقت و دروغ را از بین می‌برد. در نتیجه، یک «انسان شوروی» شکل می‌گیرد که پر از ترس و فاقد ابتکار فکری است و تبدیل به «بلندگوی ایده‌ها و شعارهای حزب» می‌شود، این فرد بیشتر یک ظرف است که به دستور حزب پر و خالی می‌شود تا یک انسان.
یوری لِوادا، جامعه‌شناس، و اعضای گروه او در مرکز لِوادا، ویژگی‌های منفی زیر را به عنوان ویژگی‌های معمول «انسان شوروی» برشمرده‌اند:
- بی‌تفاوتی به کیفیت کار خود
- دزدی از محل کار
- عدم ابتکار عمل و اجتناب از هرگونه مسئولیت شخصی
- جاه‌طلبی‌های کم‌رنگ
- تسلیم بدون شکایت در برابر هرگونه اقدام مقامات، سازگاری
- تمایل به اجرای هر دستوری، حتی غیراخلاقی
- تمایل به نوشیدن الکل
- سوءظن
- حیله‌گری

لِوادا در تعدادی از آثار خود، ویژگی‌های شخصیتی منفی ذاتی انسان شوروی را توصیف کرد و با جمع‌بندی سال‌ها تحقیق، ابراز اطمینان کرد که انسان شوروی به عنوان یک تیپ شخصیتی با فروپاشی اتحاد جماهیر شوروی ناپدید نشد، بلکه همچنان در روسیه مدرن وجود دارد و در نسل‌های جدید بازتولید می‌شود. علاوه بر این، به گفته این دانشمند، بدبینی و افزایش سطح پرخاشگری به ویژگی‌های منفی مانند ریاکاری اجتماعی، پدرسالاری، سوءظن و انزواطلبی اضافه شده است. به گفته لِوادا، این تغییرات منفی دوباره نتیجه محدودیت‌های آزادی‌های عمومی و همچنین مشوق‌های اقتصادی و اخلاقی تحریف‌شده‌ای بود که توسط مقامات جدید روسیه ایجاد شده بود. همان‌طور که یکی از نظرسنجی‌های این مطالعه نشان داد، تا سال ۲۰۰۴، تعداد افرادی که معتقد بودند روس‌ها تفاوتی با ساکنان کشورهای دیگر ندارند، به‌طور قابل توجهی کاهش یافته و تعداد کسانی که روسیه را «قلعه محاصره شده» می‌دانند، افزایش یافته است.
جامعه‌شناس M. E. Gabovich با انتقاد از تحقیقات لِوادا می‌گوید که آنها وجود «انسان شوروی» را به صورت علمی اثبات نکرده‌اند، بلکه جامعه شوروی را متشکل از افرادی با ویژگی‌های شخصیتی خاص و متفاوت از جوامع غربی معرفی کرده‌اند. به گفته گابوویچ، هدف این تحقیقات، بررسی میزان فراوانی این تیپ شخصیتی در جامعه نبود، بلکه صرفاً توصیف ویژگی‌های آن بوده است. او معتقد است که لِوادا باید ابتدا وجود چنین تیپ شخصیتی را اثبات می‌کرد، نه اینکه آن را مفروض بگیرد. گابوویچ ادعا می‌کند که هدف لِوادا و همکارانش «اثبات عدم مدرنیزاسیون روسیه» و مقایسه آن با غرب ایده‌آل است، دیدگاهی که از دهه ۱۹۷۰ در آنها وجود داشته است.
نیکولای نیکاندروف، محقق روس، معتقد است که عبارت "Homo Sovieticus" (انسان شوروی) یک توهین است که توسط منتقدان حکومت شوروی برای "انسان جدید" که قرار بود در این حکومت پرورش یابد، ساخته شده است.
الکسی یورچاک، جامعه‌شناس و انسان‌شناس، معتقد است که استفاده مداوم از اصطلاح «انسان شوروی» در گفتمان‌های غربی، نشان‌دهنده پیش‌فرض‌های منفی دربارهٔ سوسیالیسم و فروپاشی اجتناب‌ناپذیر اتحاد جماهیر شوروی است.
به گفته آرتم ماگون، فیلسوف، ناامیدی روشنفکران روسی از پروژه شوروی در دهه ۱۹۷۰، عواقب منفی زیادی مانند نخبه‌گرایی و ضدیت با مردم عادی به همراه داشت. او معتقد است که این روشنفکران، با وجود اینکه خود را جزئی از «انسان شوروی» می‌دانستند، در واقع با مردم عادی خصومت داشتند و همین امر باعث خیانت آنها به مردم و ظهور پوپولیسم پوتینی شد.
هفته‌نامه اکونومیست در سال ۲۰۱۱ در مقاله‌ای به مفهوم «انسان شوروی» پرداخت و نوشت که پس از فروپاشی شوروی در سال ۱۹۹۱، هم در روسیه و هم در غرب، این امید وجود داشت که ارزش‌های اخلاقی غربی در روسیه ریشه بدواند و این کشور به یکی از کشورهای توسعه‌یافته جهان تبدیل شود. اما این دیدگاه، میزان تخریب اقتصادی، فرسودگی روانی و فساد اخلاقی در روسیه پس از ۷۰ سال حکومت شوروی را در نظر نگرفته بود.
زینوویف، در کتابی که در دهه ۱۹۷۰ به صورت مخفیانه منتشر شد، برای "انسان شوروی" مخفف "homosos" را نیز ابداع کرد. همچنین، اصطلاح "Sovok" نیز به عنوان مترادف "انسان شوروی" استفاده می‌شود.